# Никольское (Знаменский район)
Никольское — село в Знаменском районе Тамбовской области России. Административный центр и единственный населённый пункт Никольского сельсовета.

## География
Село находится в центральной части Тамбовской области, в лесостепной зоне, на берегах реки Цны, к юго-востоку от Знаменки, административного центра района. Абсолютная высота — 133 метра над уровнем моря.

### Климат
Климат характеризуется как умеренно континентальный, относительно сухой, с тёплым летом и холодной продолжительной зимой. Среднегодовое количество осадков составляет около 550 мм, из которых большая часть выпадает в тёплый период. Снежный покров устанавливается в середине декабря и держится в течение 138 дней.

### Часовой пояс
Село Никольское, как и вся Тамбовская область, находится в часовой зоне МСК (московское время). Смещение применяемого времени относительно UTC составляет +3:00.

## Население
| 2010 | 2012  | 2013  | 2014  | 2015  | 2016  | 2017  |
| ---- | ----- | ----- | ----- | ----- | ----- | ----- |
| 1135 | ↘1087 | ↘1077 | ↘1041 | ↘1019 | ↘1004 | ↗1005 |
| 2018 | 2019  | 2020  | 2021  |       |       |       |
| ↘990 | ↘976  | ↘950  | ↘872  |       |       |       |

### Половой состав
По данным Всероссийской переписи населения 2010 года в гендерной структуре населения мужчины составляли 47 %, женщины — соответственно 53 %.

### Национальный состав
Согласно результатам переписи 2002 года, в национальной структуре населения русские составляли 96 % из 1318 чел.